# 志道不二子
志道 不二子（しどう ふじこ、1962年1月24日 - ）は、神奈川県の教育者。

## 略歴
1988年に幼児教室ピノキオを開設。
武蔵野大学および武蔵野大学大学院、東京福祉大学院で心理学、児童心理学を学ぶ。
認定心理士　生理人類士　アドラー心理学カウンセラー免許　　幼稚園教諭　　保育士免許
企業研修講師、心理学講師を経て、2008年に横須賀市に志道式オンリーワン幼稚舎を設立。2016年に認可保育園　志道式心育保育園を設立。
2014年株式会社BEプラウド設立
2018年株式会社cocoiku 設立
子育てアドバイザー、幼児教育コンサルタントおよび心理カウンセリング活動を行う。
全国の教育機関で歌われている『ありがとうのうた』の作詞、作曲者
さまざまな歌手に楽曲提供。
CD「サンキューハピハピソング」発売
心理学を専門としながら、幼児教育の大切さを
独自のカリキュラム、教材でオリジナル色の教育を提唱。
また「子育ては親育てから」という信念のもと、教育アドバイザー・アドラー心理学カウンセラーとして、子育て中の母親に向けてセミナーや講演、カウンセリングを行っている。

## 著書
- 『おかあさんを勇気づけるレシピ　イライラをおいしくする子育て』パブラボ　2012.03
- 『ココロを磨く子育て16ポイント』パブラボ　2014.08
- 『おとぎ話が教えてくれた幸せの法則』海竜社　2015.12

### 共編著
- 『よい子のお母さんは聴き上手―子どもの愛と勇気を育てる知恵』岩井俊憲共著　PHP研究所　2007.02
- 『子育ていきいきアドバイスブック―親の愛と勇気づけで子どもは伸びる!』岩井俊憲共著　海竜社　2008.01
- 『ナラティブカンパニー トップたちの決断』パブラボ著・編集　2012.01

## メディア
- 読売新聞　2015年11月6日　神奈川版
- 致知出版社　月刊『致知』2015年7月号
- 株式会社イーネ　月刊誌きらめきプラス　2016年皐月vol.44掲載、2016年水無月vol.45より連載中
- 有限会社ノートルモンド社　「月刊ハーストーリー」　2016年11月号
- 子育て広場「すかりぶ」
- タウンニュース